# روتن، نورفک
روتن (به انگلیسی: Roughton) یک روستا و محله مدنی در بریتانیا است که در North Norfolk واقع شده‌است. روتن ۷٫۲۳ کیلومتر مربع مساحت و ۹۳۴ نفر جمعیت دارد.